# Filmfestival im Stadthafen Rostock
Das FiSH Filmfestival Rostock (Eigenschreibweise FiSH Filmfestival Rostock, kurz FiSH) ist seit 2004 das Frühlingsevent der jungen deutschen Filmszene. FiSH ist Kurzfilmfestival-Nachfolger des BDFA-Bundeswettbewerbs Junger Film in Rostock. Das Festival wird von der Institut für neue Medien gGmbH veranstaltet und findet jedes Frühjahr in Rostock statt, Hauptspielorte sind der M.A.U. Club und das Lichtspieltheater Wundervoll (Li.Wu).
Zentrale Programmteile des Festivals sind:
- bundesweiter Filmwettbewerb JUNGER FILM für Kurzfilme von Filmschaffenden bis 26 Jahren (seit 2004)
- nordeuropäischer Filmwettbewerb OFFshorts – Young Baltic Cinema für Kurzfilme von Filmschaffenden bis 26 Jahren (seit 2020)
- landesweiter Musikvideowettbewerb PopFiSH für Musikvideos aus Mecklenburg-Vorpommern (seit 2014)
- landesweiter Projektwettbewerb Medienkompetenzpreis Mecklenburg-Vorpommern
- filmisches Rahmenprogramm SehSterne

## Jurys und Preise
Hauptpreise der Filmwettbewerbe sind der „Film des Jahres“ und die „GoldFiSHe“ im deutschen Kurzfilmwettbewerb JUNGER FILM, der „Young Baltic Cinema Award“ und der „OstseeFiSH“ im nordeuropäischen Kurzfilmwettbewerb OFFshorts und der wettbewerbsübergreifend vergebene „Audience Award“.
Die Jurydiskussionen finden nicht, wie üblich, unter Ausschluss der Öffentlichkeit statt. Nach jedem Filmblock diskutieren die Jurymitglieder öffentlich auf der Bühne über die Filme. Auch die Vergabe der Jurypreise findet in öffentlicher Abstimmung statt.
Jurymitglieder der letzten Jahre waren unter anderem Robert Thalheim, Andreas Dresen, Jenni Zylka, Charly Hübner, Susanne Bormann, Sven Taddicken, Özgür Yıldırım, Helke Misselwitz.
Moderiert wurden die Wettbewerbe unter anderem von Axel Ranisch, Tobias Wiemann und Clara Winter.

## Filmpreise
| Jahr | Preis                     | Film                                                                                 | Regie                                                                            |
| ---- | ------------------------- | ------------------------------------------------------------------------------------ | -------------------------------------------------------------------------------- |
| 2004 | Film des Jahres           | Jetzt erst recht                                                                     | André Jagusch                                                                    |
| 2004 | Publikumspreis            | November                                                                             | Gregor Erler                                                                     |
| 2005 | Film des Jahres           | Wackelkontakt                                                                        | Eike Swoboda, Felix Engel                                                        |
| 2005 | Publikumspreis            | Nasse Zigarren für Berlin                                                            | Stephan-Flint Müller                                                             |
| 2006 | Film des Jahres           | Melissa                                                                              | Figen Ünsal                                                                      |
| 2006 | Publikumspreis            | Der Verrückte, das Herz und das Auge                                                 | Anette Jung, Gregor Dashuber                                                     |
| 2007 | Film des Jahres           | Marie                                                                                | Andreas Ehrig, Christian Dzubiel                                                 |
| 2007 | Publikumspreis            | Über die Schwelle                                                                    | Stefan Mehlhorn                                                                  |
| 2008 | Film des Jahres           | Kopfgeburtenkontrolle                                                                | Jan Riesenbeck                                                                   |
| 2008 | Publikumspreis            | Das Spiel des Wahnsinns                                                              | Marina Hartfelder                                                                |
| 2009 | Film des Jahres           | Meine dumme Ex                                                                       | Steffen Zillig, Moritz Herda                                                     |
| 2009 | Publikumspreis            | Stiller Frühling                                                                     | Nico Sommer                                                                      |
| 2010 | Film des Jahres           | Ralf                                                                                 | Helge Brumme                                                                     |
| 2010 | Publikumspreis            | fallen gelassen                                                                      | Max Bamberg                                                                      |
| 2011 | Film des Jahres           | Bettinas Job                                                                         | Patrick Richter                                                                  |
| 2011 | Publikumspreis            | Für ne Handvoll Tüten                                                                | Ismail Haciömeroğlu                                                              |
| 2012 | Film des Jahres           | Sechster Sinn, Drittes Auge, Zweites Gesicht                                         | Jan Riesenbeck                                                                   |
| 2012 | Publikumspreis            | Five Minute Love Story                                                               | Robert Jenne                                                                     |
| 2013 | Film des Jahres           | Koora                                                                                | Daniel Asadi Faezi                                                               |
| 2013 | Publikumspreis            | Meyer                                                                                | Sascha Quade                                                                     |
| 2014 | Film des Jahres           | Draußen ist, wo du nicht bist                                                        | Friederike Hoppe                                                                 |
| 2014 | Publikumspreis            | Arefi, der Hirte                                                                     | Daniel Asadi Faezi                                                               |
| 2015 | Film des Jahres           | Geschützter Raum                                                                     | Zora Rux                                                                         |
| 2015 | Publikumspreis            | wHole                                                                                | Robert Banning, Verena Klinger                                                   |
| 2016 | Film des Jahres           | Postcolonialism in 30 sqm                                                            | Clara Winter, Miguel Ferráez                                                     |
| 2016 | Publikumspreis            | SIMPLY THE WORST                                                                     | Franz Müller, Johannes Kürschner                                                 |
| 2017 | Film des Jahres           | Was Wir Wissen                                                                       | Lotta Schwerk                                                                    |
| 2017 | Publikumspreis            | PAN                                                                                  | Anna Roller                                                                      |
| 2018 | Film des Jahres           | Bad Lesbian                                                                          | Irene Moray                                                                      |
| 2018 | Publikumspreis            | Bis Donnerschdag                                                                     | Michael Bohnenstingl                                                             |
| 2019 | Film des Jahres           | Gähnende Gleichgültigkeit: Halte dir die Hand vor den Mund, wenn du mit uns sprichst | Martha von Mechow                                                                |
| 2019 | Publikumspreis            | Summer Hit                                                                           | Berthold Wahjudi                                                                 |
| 2020 | Film des Jahres           | WEISSABGLEICH                                                                        | Julian Mahid Carly                                                               |
| 2020 | Publikumspreis            | Gjeteren \| The Shepherd                                                             | Brwa Vahabpour                                                                   |
| 2020 | Young Baltic Cinema Award | Ekskursion \| Field Trip                                                             | Malthe Kalbakk Elgaard                                                           |
| 2021 | Film des Jahres           | FUROR.                                                                               | Luna Jordan, Frida Lindenau                                                      |
| 2021 | Publikumspreis            | Contagious Loneliness                                                                | Carina Krause, Carla Mietzner, Anna Schorp                                       |
| 2021 | Young Baltic Cinema Award | Halvår \| Half A Year                                                                | Julius Lagoutte Larsen, Kir Siegumfeldt                                          |
| 2021 | OstseeFiSH                | Päeva sammud \| Daysteps                                                             | Anita Kremm                                                                      |
| 2022 | Film des Jahres           | Связь \| Connection                                                                  | Serafima Orlova                                                                  |
| 2022 | Publikumspreis            | berühr’ mich                                                                         | Hendrik Ströhle                                                                  |
| 2022 | Young Baltic Cinema Award | Dziura \| the hole                                                                   | Piotr Kaźmierczak                                                                |
| 2022 | OstseeFiSH                | Huvudet i sanden \| Head in the sand                                                 | Heaven Feday, Hani Al Abras, Daniel Jonasson Mohammadi                           |
| 2023 | Film des Jahres           | Alles gehört zu dir                                                                  | Mani Pham Bui, Hien Nguyen                                                       |
| 2023 | Publikumspreis            | Die Telefonzelle                                                                     | Kilian Bohnensack, Lukas März                                                    |
| 2023 | Young Baltic Cinema Award | Spänningsskillnader \| Unity of Opposites                                            | Alfred Hedbratt                                                                  |
| 2023 | OstseeFiSH                | Czas na bunt \| Time to Revolt                                                       | Daniel Le Hai                                                                    |
| 2024 | Film des Jahres           | Flensburg Süßbitter                                                                  | Lena Dandanelle, Ashe Schaub, Daniel Schmidt, Lea Majer, Antonia Leese           |
| 2024 | Publikumspreis            | Velkommen HJEM \| Welcome HOME                                                       | Amanda Nalbant Nordpoll                                                          |
| 2024 | Young Baltic Cinema Award | Jestem błękitem \| Blue                                                              | Weronika Szyma                                                                   |
| 2024 | OstseeFiSH                | För Slite! \| For Slite!                                                             | Ivar Jansson                                                                     |
| 2025 | Film des Jahres           | 07. Dezember 2024                                                                    | 2 Jugendliche aus Wismar - ein Projekt der mobilen Medienwerkstatt ZEBRASTREIFEN |
| 2025 | Publikumspreis            | 9 Tage im August                                                                     | Ella Knorz                                                                       |
| 2025 | Young Baltic Cinema Award | Primas pasimatymas \| Date Night Plac Wolności 4 \| Story from Liberty Street        | Kristina Savickaitė Kacper Wiącek                                                |
| 2025 | OstseeFiSH                | People Watching                                                                      | Malek Alamari                                                                    |